# TVI Ficção
A TVI Ficção é um canal de televisão português, pertencente à TVI. Foi lançado a 15 de outubro de 2012 no cabo, em exclusivo no MEO. Esteve disponível também nas operadoras NOS e Vodafone. A programação era dedicada a telenovelas, séries, telefilmes, sitcoms, minisséries, magazines produzidos para a TVI e programas próprios. Foi o terceiro canal fechado dedicado principalmente ao território português a ser lançado pela TVI e, de entre esses, foi o segundo com emissão contínua. 
Nos seus primeiros anos de emissão, incluía ainda um número considerável de programas originais, como entrevistas a atores, biografias, programas de música e ficção amadora criada pelos telespectadores. No seu último ano de emissão, emitia apenas seis programas originais (Querido, Mudei a Casa! - também emitido na TVI -, À Conversa Com Ana Rita Clara, Bastidores, Showtalent,  Morangomania e Saídos da Caixa), o que de qualquer forma representava um aumento do número de programas originais relativamente ao cenário vivido pelo canal entre o fim da década de 2010 e o início da década de 2020.
O canal apresentava a particularidade de repetir constantemente as séries Os Batanetes, O Prédio do Vasco e Inspector Max desde o primeiro ano de emissão, algo inédito na televisão portuguesa do século XXI.
Desde 2016, o canal transmitia também repetidamente as diferentes temporadas da série Morangos com Açúcar, dando continuidade às reposições apresentadas pelo canal irmão +TVI, extinto em dezembro de 2015.
A partir do dia 30 de setembro de 2019 o canal passou a emitir também em HD.
Em março de 2024, o canal alargou o escopo da sua programação, transmitindo eventos em direto, como os jogos da Liga dos Campeões de Futebol Feminino da UEFA ou o Festival FNAC Live.
Às 18 horas do dia 9 de agosto de 2024, a Media Capital substituiu a TVI Ficção por um novo canal generalista, o V+. O último programa transmitido pela TVI Ficção no cabo foi a telenovela A Única Mulher.
No dia 13 de fevereiro de 2025, 6 meses após o arranque do V+ no cabo, a TVI Ficção regressa com a programação exclusivamente dedicada às telenovelas e séries da TVI. O canal encontra-se atualmente disponível em exclusivo no TVI Player.

## Direção
Diretor-Geral: José Eduardo Moniz
Diretora de Entretenimento e Ficção: Cristina Ferreira
Consultora TVI Ficção: Ana Rita Clara

## Apresentadores
- Felipa Garnel - 2012 - Face to Face (temporada 1)
- Laura Galvão - 2012 - A TV é Tua
- Gabriela Barros - 2012 - Video e Clip
- Mafalda Matos - 2012 - Hoje Sou Eu
- Sofia Grillo - 2013 - Face to Face (temporada 2)
- Serginho (Sérgio Henriques) - 2013 - Câmara Exclusiva
- Alice Alves - 2013 - 2020/ 2024 -Câmara Exclusiva (2013-2018) / Selfie (2019-2020)
- Tatiana Figueiredo - 2014 - 2020 - Câmara Exclusiva / Selfie
- Filipa Marques - 2014 - 2018 - Câmara Exclusiva
- Marta Cardoso - 2014 - Face to Face
- Marta Andrino - 2014 - 2018 - Câmara Exclusiva
- Gustavo Santos - 2014 - 2020 - Querido, Mudei a Casa!
- Luís Medeiros - 2014 - 2018 - Câmara Exclusiva
- Pimpinha Jardim - 2014 - 2020 - Câmara Exclusiva / Selfie
- Mónica Jardim - 2014 - 2023 / Câmara Exclusiva (2014 - 2018)
- Iva Domingues (2014) - Suite n°7
- Sílvia Rizzo (2014) - Suite n°7
- Marta Aragão Pinto (2014) - Suite n°7
- Júlia Palha - 2018 - 2019 - Selfie
- Fátima Lopes - 2018-2021 - Conta-me Como És / Conta-me
- João Montez - 2020 - 2024 - Querido, Mudei a Casa!
- Ruben Rua - 2020 - 2022 - VivaVida
- Helena Coelho - 2020 - 2022 - VivaVida
- Manuel Luís Goucha - 2020 - 2024 - Conta-me
- Maria Cerqueira Gomes - 2021 - 2024 - Conta-me
- Ana Rita Clara - 2021- 2024- Humanos (2021) / Bastidores (2021-2022)/ À Conversa/ Saídos da Caixa
- Hélder Tavares - 2023 - 2024 - Showtalent
- Tiago Castro - 2023 - 2024 - Morangomania

## Cobertura
Esteve em regime de exclusividade na posição 12 (inicialmente na 11) da grelha de canais da operadora MEO até 18 de março de 2020, dia em que chega à operadora NOS, na posição 94. No dia 15 de fevereiro de 2023, chegou à operadora Vodafone, na posição 12.
Atualmente encontra-se como canal FAST no TVI Player.

## Audiências
Se no dia de estreia o canal conquistou 0,1% de share, no final do mês de outubro de 2012, a média ficou-se pelos 0,2% de quota de mercado.
No dia 2 de junho de 2023 o canal registou o seu melhor resultado diário de sempre, com 2,1% de share. Em junho de 2024, era o 9.º canal mais visto das plataformas por subscrição portuguesas, com um share de 1,3%, uma quota de mercado semelhante à da SIC Mulher.
O canal da Media Capital contava com um público maioritariamente feminino e pertencente às classes sociais média/baixa.[carece de fontes?]